# Paracrama dulcissima
Paracrama dulcissima är en fjärilsart som beskrevs av Walker 1864. Paracrama dulcissima ingår i släktet Paracrama och familjen trågspinnare. Inga underarter finns listade i Catalogue of Life.